# Lerista xanthura
Lerista xanthura este o specie de șopârle din genul Lerista, familia Scincidae, descrisă de Storr 1976. Conform Catalogue of Life specia Lerista xanthura nu are subspecii cunoscute.

## Descriere
Este un mică șopârlă care face parte din familia Scincidae și este originară din regiunile aride și semiaride ale Australiei. Această specie de reptil are o lungime medie de aproximativ 90 mm, cu o lungime de la bot la gura de aerisire de 40–45 mm. Solzii săi sunt roz pal, cu margini maro pe suprafața superioară a corpului și o suprafață inferioară albicioasă, iar coada sa lungă este de culoare galben strălucitor, făcându-l ușor de identificat.
O altă caracteristică distinctivă a acestui skink este prezența unei singure perechi de solzi preanaliptici înaintea gurii de aerisire, care are o deschidere distinctă a urechii. Membrele anterioare ating lungimea de 6 mm, în timp ce cele posterioare ating lungimea de 12 mm, iar fiecare membru are patru degete. În plus, ea are 18 rânduri de solzi la mijlocul corpului.
În comparație cu alte specii de Lerista, acestă șopârlă are doi solzi preanali, iar zonele nazale sunt în contact strâns, ceea ce creează impresia că se ating. Pleoapa inferioară este fixă și imobilă, iar spre deosebire de alte specii, acesta nu are o bandă laterală superioară.

## Taxonomie
Lerista xanthura face parte din genul Lerista, care este exclusiv australian și care cuprinde aproximativ 90 de specii. În 1990, a fost propus un grup monofiletic numit Orientalis, care include Lerista aericeps, Lerista ingrami, Lerista muelleri, Lerista orientalis, Lerista taeniata, Lerista xanthura și Lerista zonulata.
O altă specie strâns înrudită cu Lerista xanthura este Desert Plain Slider (Lerista aericeps), care a fost considerată inițial aceeași specie. Cu toate acestea, diferențele de colorație mai palidă și membrele mai lungi ale alunecătorului de câmpie cu coadă galbenă au dus la separarea speciilor. O altă diferență notabilă între cele două specii este scala preoculară singulară a Desert Plain Slider, față de cele două scale preoculare ale Lerista xanthura.

## Răspândire și habitat
Răspăndirea actuală a speciei a fost subiect de contestație datorită numărului redus de observații și suprapunerii cu alte specii similare. Cu toate acestea, specia a fost înregistrată în deșerturile din New South Wales, Australia de Sud, Australia de Vest și Teritoriul de Nord. În New South Wales, se crede că are o distribuție disjunctă, fiind întâlnită în regiunea Murray Darling Inferior, până în parcurile naționale Kinchega, Mutawintji și Sturt. Înregistrările arată, de asemenea, că se găsește până în est, până la râul Paroo. În Australia de Vest, a fost înregistrată în toată zona deșertului Gibson și Little Sandy.
Datorită aparentei sale distribuții largi în Australia continentală, Lerista xanthura poate fi întâlnit într-o varietate de medii, inclusiv păduri deschise și uscate, dune de nisip aluviale cu iarbă și câmpii de nisip dominate de spinifex.
În general, Lerista xanthura este adaptat la mediile aride și semiaride, iar distribuția sa geografică și habitatul său variază în funcție de aceste condiții.

## Alimentația și comportamentul
Lerista xanthuraeste o specie insectivoră și se hrănește cu furnici, termite și alte insecte mici care se găsesc în solul liber, sub pietre, copaci căzuți și în termitiere. Această specie de skink este nocturnă și își petrece majoritatea timpului în vizuină, ieșind noaptea pentru a se hrăni.
Datorită dimensiunii sale reduse și a preferinței pentru habitate aride și semiaride, Lerista xanthuraeste adaptată să găsească hrana în locuri inaccesibile altor animale. Aceasta poate să-și folosească corpul flexibil și subțire pentru a se strecura prin crăpături și fisuri pentru a ajunge la insectele de care se hrănește.

## Reproducerea
Deși se cunosc puține informații despre reproducerea Lerista xanthura, este de așteptat ca aceasta să fie ovipară, ca și celelalte specii din genul Lerista. Acest lucru înseamnă că femela depune ouă în locuri protejate, cum ar fi sub pietre sau în vizuină.
De obicei, femela depune ouăle în perioada de vară, când temperatura este mai ridicată și hrana este mai abundentă pentru puii care se vor naște. După eclozarea ouălor, puii sunt capabili să se descurce singuri și încep să se hrănească cu insecte mici.

## Starea actuală a speciei și conservarea
Lerista xanthura este clasificată ca fiind vulnerabilă în New South Wales, din cauza efectelor diferiților factori asupra habitatului său și a lipsei de cunoștințe despre această specie. Lipsa unor date exacte privind efectivele actuale face dificilă evaluarea precisă a stării sale de conservare. Cel mai mare factor care amenință specia este pierderea habitatului, care poate fi cauzată de defrișarea terenurilor pentru pășunat, precum și de pagubele provocate de incendii de tufișuri sau de arderi controlate. Seceta are, de asemenea, un impact asupra calității mediului în care locuiește, provocând moartea vegetației folosite pentru protecție și hrană, precum și diminuarea apei disponibile.
Speciile invazive, cum ar fi pisicile și vulpile, reprezintă o altă amenințare pentru această specie. Planurile actuale de conservare au ca scop reducerea numărului de animale de companie în habitatul alunecătorilor, precum și prevenirea defrișărilor viitoare de terenuri și păstrarea arbuștilor joase și a frunzelor. Vegetația preferată, cum ar fi Triodia, ar trebui, de asemenea, să fie menținută la un număr sustenabil acolo unde este posibil.
Creșterea temperaturilor și fenomenele imprevizibile de inundații s-au dovedit a fi, de asemenea, o amenințare pentru populațiile de alunecare din apropierea râului Darling. În general, conservarea Lerista xanthura și a altor specii din genul Lerista necesită eforturi continue de protejare a habitatelor lor naturale și de reducere a efectelor negative ale activităților umane asupra mediului lor natural.